# يو تامورا
يو تامورا (باليابانية: 田村 友) (مواليد 22 نوفمبر 1992)، هو لاعب كرة قدم ياباني سابق كان يلعب كلاعب وسط.

## وصلات خارجية
- يو تامورا على موقع رابطة كرة القدم اليابانية للمحترفين (اليابانية)
- يو تامورا على موقع قاعدة بيانات كرة القدم.إي يو (الإنجليزية)
- يو تامورا على موقع Soccerway.com (الإنجليزية)
- يو تامورا على موقع عالم كرة القدم.نت (الإنجليزية)